# Церква Святого Георгія (Пиран)
Церква Святого Юрія в Пірані (словен. Cerkev sv. Jurija v Piranu) — римо-католицька церква, розташована на пагорбі над Пираном, портовим містом на узбережжі Адріатичного моря на південному заході Словенії. В була побудована у венеціанському архітектурному стилі епохи Відродження і присвячена святому Георгію. Вона була справою життя каменяра Бонфанте Торре з Венеції.